# Кућа Величковића у Маскару
Кућа Величковића у Маскару, насељеном месту на територији општине Топола, представљају непокретно културно добро као споменик културе, одлуком Владе Републике Србије бр. 633-8410/2003 од 18. децембра 2003. године (Сл. Гл. РС бр. 128 од 26. децембра 2003. године).
Кућа је урађена бондрук конструкцијом са доксатом, као тип куће који обухвата углавном сливове све три Мораве, Подунавље и Источну Србију из доба пред крај турске владавине, као и из првих деценија после ослобођења када долази до утицаја са запада. Подигнута је у првој половини 19. века, саграђена је на темељима од ломљеног камена, постављена „на ћелицу”. 
То је приземна грађевина, правоугаоне основе која се састоји од „куће”, собе, гостињске собе и доксата. На „кући” се налазе двоја наспрамна врата „на кушаке”, од храстовине, под је земљани, а таваница од профилисаног шашовца. Уз преградни зид до собе био је димњак „на сомић” који је сада сазидан. Ту је сада прозорче, накнадно постављено. Оџаклија је очувана. У соби и гостињској соби под је такође земљани, а таванице од профилисаног шашовца. Врата на соби су орнаментисана геометријским орнаментима, а на гостињској соби су и бојена. На прозорима у соби и гостињској соби сачуване су лепо обрађене топлије, а по један прозор у обе просторије има додатно уграђене капке. Кров је четвороводан, патосан цепаном храстовом шиндром и покривен ћерамидом. На делу стрехе рогови су притесани са два зареза при крају. На делу под косином налази се подрум.